# Otwin (Vorname)
Otwin ist als eine Variante von Odwin ein deutscher männlicher Vorname altdeutscher Herkunft.

## Namensträger
- Karl Otwin Becker (1932–2020), deutscher Wirtschaftsforscher und Verhaltensökonom
- Otwin Biernat (* 1981), österreichischer Schauspieler sowie Theater- und Filmemacher
- Otwin Brucker (* 1940), deutscher Kommunalpolitiker und Gemeindetagspräsident
- Otwin van Dijk (* 1975), niederländischer Politiker
- Otwin Massing (1934–2019), deutscher Politikwissenschaftler und Soziologe